# 北方昆曲剧院
北方昆曲剧院是中华人民共和国的一家昆曲艺术表演团体，位于北京市，是长江以北的唯一一家昆曲剧院。

## 历史沿革
1957年，北方昆曲剧院成立，韩世昌任首任院长。文化大革命期间解散。1979年恢复。
成员包括韩世昌、白云生、侯永奎、马祥麟、侯玉山、沈盘生、白玉珍、魏庆林、李淑君、丛兆桓等，他们创作演出了《思凡》《刺虎》《春香闹学》《金不换》《夜奔》《单刀会》《麒麟阁》《昭君出塞》《棋盘会》等。